# Doszitheosz
Szamáriai Doszitheosz szamaritánus szektaalapító volt az 1. században.
A Talmud irodalom Dostainak nevezi, a kora keresztény írók Doszitheoszként, vagy Dosztheszként ismerik. A szamaritánusok messiásaként ("taeb") lépett fel. 
Tanairól ellentmondásos elemek maradtak fenn. Simon mágus és a gnoszticizmus egyik előfutárának, tanítójának tartják. Állítólag kapcsolatba került Keresztelő Szent Jánossal is.